# Erica Ellyson
Erica Ellyson, née le 1er octobre 1984 à Pascagoula, dans l'état de Mississippi, est un modèle américain et une actrice.

## Biographie
Elle s'est fait remarquer dans le monde pornographique du « softcore » et parfois du « hardcore » (adjectifs américains désignant un niveau de pornographie plus ou moins intense), notamment grâce à son apparition sur nombre de magazines et de sites renommés du monde « porn ».
Elle a ainsi accédé à de nombreux titres tels que celui du « Penthouse's Pet Of The Year », littéralement la favorite de l'année du célèbre magazine Penthouse en 2008.
Elle a été élevée à Hurley, Mississippi. Elle a poursuivi ses études au Coastal Carolina Community College de Jacksonville, en Caroline du Nord et a également étudié à la Nouvelle École d'Architecture et de Design de San Diego, en Californie.

## Récompenses
- Penthouse Pet of the Year 2008
- Penthouse Pet of the Month janvier 2007
- DDG Dreamgirl janvier 2007